# Penicilina amidasa
Las penicilina amidasas (EC 3.5.1.11, CAS 9014-06-6 ) son enzimas empleadas durante la generación de penicilinas semisintéticas. Se trata de una familia de hidrolasas ampliamente empleadas que permiten generar el núcleo de las penicilinas mediante eliminación de la cadena lateral de la penicilina G producida en cultivos microbianos de cepas del hongo Penicillium. Esta reacción conduce a la formación del ácido 6-aminopenicilánico, componente que, mediante posteriores modificaciones catalizadas por otras enzimas, puede dar lugar a numerosos antibióticos.